# Râmnicelu (Buzău)
Râmnicelu è un comune della Romania di 4 363 abitanti, ubicato nel distretto di Buzău, nella regione storica della Muntenia.
Il comune è formato dall'unione di 4 villaggi: Colibași, Fotin, Râmnicelu, Știubei.